# Marco Delvecchio
Pour les articles homonymes, voir Delvecchio.
Marco Delvecchio, né le 7 avril 1973 à Milan, est un footballeur international italien évoluant au poste d'attaquant.
International italien, il inscrit le but de l'Italie face à la France en finale de l'Euro 2000.
Il joue 323 matches en Serie A (119 buts) et 20 matches en Serie B (3 buts), soit un total de 343 matches pour 122 buts en championnat professionnel.

## Carrière

### En club

#### Ses débuts
Delvecchio commence sa carrière professionnelle avec les Nerazzurri lors de la saison 1991-1992. Cependant, confronté à une rude concurrence en attaque, il est prêté à Venise, puis à l'Udinese.

#### La révélation à Rome
En 1994-1995, il est de retour à l'Inter, où il joue 29 matches. En novembre de la saison suivante, il est vendu à l'AS Rome en échange de Marco Branca. À Rome, Delvecchio porte le numéro 24, tandis qu'à l'Inter il portait le numéro 21.
Durant les premières saisons avec les Giallorossi, Delvecchio occupe le poste d'avant-centre au sein du schéma tactique de l'entraîneur Zdeněk Zeman en 4-3-3.

#### Le Scudetto
En 1999-2000, avec l'arrivée de Fabio Capello, Delvecchio joue comme deuxième attaquant, laissant la position d'avant-centre à la nouvelle recrue Vincenzo Montella. Et cela continue l'année suivante, après l'acquisition de Gabriel Batistuta. Cette année-là, celle du Scudetto, Capello ne joue plus avec le trident Totti-Delvecchio-Batistuta, Montella ayant quitté le banc et Delvecchio reculant dans un rôle de milieu de terrain, chose de plus en plus fréquente au fil des années.
En 2004-2005, les entraîneurs successifs sur le banc Giallorossi ne voient plus Delvecchio comme titulaire. En janvier 2005, après dix ans à Rome, il quitte la capitale italienne pour jouer à Brescia, puis l'année suivante, à Parme.
Lors des derbies romains contre la Lazio, Delvecchio a inscrit 9 buts, devenant le buteur le plus prolifique dans l'histoire des derbies de Rome en Serie A, avec Dino Da Costa (qui a aussi marqué deux buts en Coppa Italia). Avec la Roma, toutes compétitions confondues, Delvecchio a joué 269 matches et marqué 77 buts (dont 231 matchs et 62 buts en Serie A).

#### Fin de carrière
Après une saison et seulement huit apparitions avec Parme en raison de blessures récurrentes, il signe en août 2006 à Ascoli. Il signe un but contre son ancien club, sans démonstration de joie. Avant la fin de la saison 2006-2007, son contrat avec Ascoli est résilié en raison d'une blessure au genou, et après avoir marqué seulement deux fois en dix apparitions. En août 2007, toujours sans club, Delvecchio obtient l'autorisation de s'entraîner avec l'équipe première de la Roma afin de garder le rythme.
En mars 2008, il décline l'invitation à participer à la célébration du centenaire de l'Inter Milan, soulignant son attachement aux couleurs de la Roma. Lors de la saison 2008-2009, il signe à Pescatori Ostia, en Eccellenza, où il marque 34 buts en 35 matches, menant l'équipe jusqu'aux play-offs. Pour la saison 2009-2010, il joue dans le petit club de Tarquinia en Promozione Laziale.

### En équipe nationale
Delvecchio a joué plusieurs fois avec l'équipe d'Italie Espoirs, et il a également participé à deux Championnats d'Europe espoirs en 1994 et 1996 et aux Jeux olympiques d'été de 1996 à Atlanta.
Avec la Nazionale, Delvecchio compte 22 sélections et 4 buts, le plus important est celui marqué contre la France en finale de l'Euro 2000, la Squadra Azzurra a perdu 2-1 sur un but en or de David Trezeguet. Delvecchio a été également membre de la sélection italienne pour la Coupe du monde 2002.
Delvecchio a évolué sous la direction des sélectionneurs Dino Zoff et Giovanni Trapattoni.

## Palmarès

### En club
- Champion d'Italie en 2001 avec l'AS Rome.
- Vainqueur de la Supercoupe d'Italie en 2001 avec l'AS Rome.
- Vice-Champion d'Italie en 2002 et 2004 avec l'AS Rome.
- Finaliste de la Coupe d'Italie en 2003 avec l'AS Rome.

### En équipe nationale
- Vainqueur du Championnat d'Europe espoirs en 1996 avec l'équipe d'Italie espoirs.
- Participation aux Jeux olympiques d'été de 1996 à Atlanta.
- Équipe d'Italie : 22 sélections et 4 buts entre 1998 et 2004.
- Finaliste de l'Euro 2000 : 3 matchs joués, un but marqué.
- Participation à la Coupe du monde de 2002 : aucun match joué.

#### Buts en sélection
| Buts en sélection de Marco Delvecchio | Buts en sélection de Marco Delvecchio | Buts en sélection de Marco Delvecchio | Buts en sélection de Marco Delvecchio | Buts en sélection de Marco Delvecchio | Buts en sélection de Marco Delvecchio | Buts en sélection de Marco Delvecchio   |
| #                                     | Date                                  | Lieu                                  | Adversaire                            | Score                                 | Résultats                             | Compétitions                            |
| ------------------------------------- | ------------------------------------- | ------------------------------------- | ------------------------------------- | ------------------------------------- | ------------------------------------- | --------------------------------------- |
| 1                                     | 2 juillet 2000                        | Rotterdam, Pays-Bas                   | France                                | 1-0                                   | 1-2 a.p.                              | Euro 2000                               |
| 2                                     | 7 octobre 2000                        | Milan, Italie                         | Roumanie                              | 2-0                                   | 3-0                                   | Éliminatoires de la Coupe du monde 2002 |
| 3                                     | 2 juin 2001                           | Tbilissi, Géorgie                     | Géorgie                               | 1-0                                   | 2-1                                   | Éliminatoires de la Coupe du monde 2002 |
| 4                                     | 3 juin 2003                           | Campobasso, Italie                    | Irlande du Nord                       | 2-0                                   | 2-0                                   | Match amical                            |